# Abdolhossein Sepanta
Abdolhossein Sepanta est un réalisateur, scénariste et acteur iranien, né le 4 juin 1907 à Téhéran et mort le 28 mars 1969.
Il est connu comme le père du cinéma parlant iranien.

## Filmographie
- 1933 : Dokhtar Lor, coréalisé avec Ardeshir Irani
- 1934 : Shirin et Farhad (Shirin va Farhad)
- 1934 : Ferdowsi
- 1936 : Cheshmhaye siah
- 1937 : Leyli va Majnoun